# Frida von Kronoff
Frida von Kronoff (Pseudonym für Frida Hummel; * 19. Februar 1853 in Cannstatt; † 30. November 1929 in Cannstatt) war eine deutsche Schriftstellerin.

## Leben
Frida Hummel war die Tochter eines Malers. Ihre künstlerische Begabung zeigte sich bereits in ihrer Jugend, und sie begann früh, literarische Texte zu verfassen. Nach dem Tod ihres Vaters im Jahre 1871 musste sie auf den geplanten Besuch einer Kunstakademie verzichten. Mit Beiträgen zu Familienzeitschriften trug sie zum Unterhalt der Familie bei; daneben betreute sie eine schwerkranke Schwester. Ab 1890 veröffentlichte sie – u. a. in den Heftreihen des Konstanzer Verlages C. Hirsch – unter dem Namen Frida von Kronoff – zahlreiche Erzählungen, Märchen, Bilderbücher und Theaterstücke für Kinder.

## Werke
- Goldenes Märchenbuch, Berlin 1890
- Märchenfreude, Kinderlust, Stuttgart 1890
- Neuer Märchenschatz für die lieben Kleinen, Duisburg 1890 (zusammen mit Hermann Weinert)
- Von Feen und Zwergen, Stuttgart 1890
- Neues aus dem Zauberlande, Wesel 1891
- Goldene Märchenpracht, Stuttgart 1892
- Goldene Märchenpracht aus Tausend und eine Nacht, Stuttgart 1892
- Guck-in-die-Welt, Glogau 1892
- Im Zauberlande, Stuttgart 1892
- Märchenstrauß für die Kinderstube, Stuttgart 1892
- Der gestiefelte Kater, Stuttgart 1893
- Im Grünen, Stuttgart 1893
- Kleine Japanesen, Stuttgart 1893
- Weihnachtsfreuden, Stuttgart 1893
- Aus goldener Jugendzeit, Düsseldorf 1894
- Im Rosenlenz, Düsseldorf 1894
- Immergrün, Düsseldorf 1894
- Zapfen-Heini, Stuttgart 1894
- Aus Übermut. Konstanz 1895. ([ds.ub.uni-bielefeld.de/viewer/resolver?urn=urn:nbn:de:0070-disa-7842219 Digitalisat])
- Ernst und Scherz fürs Kinderherz, Stuttgart 1895
- Kinderleben, Kinderlust, Stuttgart 1895
- Kunterbunt, Düsseldorf 1895
- In Haus und Hof, Düsseldorf 1896
- Jugendlust, Düsseldorf 1896
- Es war einmal, Duisburg 1897 (zusammen mit Hermann Weinert)
- Des Jahres Freuden, Duisburg a. Rh. 1897 (zusammen mit Albert Steinkamp)
- Lenchens Weihnachtsabend, Stuttgart 1897
- Lustiges Volk, Duisburg 1897 (zusammen mit Albert Steinkamp)
- Tausendschön, Duisburg 1897
- Zum alten Klang ein neuer Sang, Duisburg 1897
- Allerlei Freud‘ für kleine Leut‘, Duisburg a. Rh. 1898
- Der alte Leyermann und sein Hund, Konstanz 1898
- Besenfrieder, Berlin 1898
- Das Erntefest, Berlin 1898
- Goldhärchen, Berlin 1898
- In dunkler Nacht, Stuttgart 1898
- Junker Übermut, Berlin 1898
- Kätchens Maienkur, Konstanz 1898
- Knecht Ruprecht und die Zwerge, Berlin 1898
- Paulinchen, Berlin 1898
- Prinz Janko, Konstanz 1898
- Prinz Karnevals Flucht, Berlin 1898
- Prinz Karnevals Sieg, Berlin 1898
- Prosit Neujahr!, Berlin 1898
- Schmiedhansel. Der Ehrenbrief, Konstanz 1898
- Die Weihnachtspost, Berlin 1898
- Der Weihnachtstraum, Berlin 1898
- Die Wunderkur, Berlin 1898
- Als Pilger an heiligen Stätten, Konstanz 1899
- Der alte Leberecht, Konstanz 1899
- Aus Nacht zum Licht, Konstanz 1899
- Bastel-Resi, Konstanz 1899
- Im Rosenhäuschen, Stuttgart 1899
- Märchenstrauß, Wesel 1899
- Die Maikönigin, Konstanz 1899
- Mamsell Regine, Konstanz 1899
- Des Meisters Lied. Das Einmaleins. Das Gebet vor der Schicht, Konstanz 1899
- Das Nußmännchen, Konstanz 1899
- Der Rosenstrauch, Konstanz 1899
- Spatzen-Leni, Konstanz 1899. (Digitalisat)
- Spitzen-Trudel, Konstanz 1899
- Der Stedinger. Die Kinder aus dem Siebengebirge, Konstanz 1899
- Allerlei aus Haus und Feld, Konstanz 1900
- Am Scheidewege, Konstanz 1900
- Der Besenfrieder, Konstanz 1900
- Für die fröhliche Kinderwelt, Konstanz 1900
- Für kleine Leute das schönste Buch, Konstanz 1900
- Fürs Kinderherz, Konstanz 1900
- Genia oder Durch Kampf zum Siege, Stuttgart 1900
- Der Henkeldukaten, Konstanz 1900
- Die Kuckucksuhr, Konstanz 1900
- Mein Tierbilderbuch, Konstanz 1900
- Nachbars Braunchen, Konstanz 1900
- Sein gutes Recht, Konstanz 1900
- Tierbilder, Konstanz 1900
- Unser Tierleben in Haus, Hof und Feld, Konstanz 1900
- Unsere Lieblinge, Konstanz 1900
- Was der Wald erzählt, Duisburg 1900 (zusammen mit Gustav Heick)
- Das Weihnachtslicht, Konstanz 1900
- Am Dornenhag, Konstanz 1901
- Auf schwankem Stege, Barmen [u. a.] 1901
- Das bunte ABC, Konstanz 1901
- Gottes Brünnlein, Konstanz 1901
- Herzblättchens ABC, Konstanz 1901
- Herzblättchens Malbüchlein, Konstanz 1901
- Der kleine Tausendkünstler, Konstanz 1901
- Lustige Gesellschaft, Konstanz 1901
- Schnitzel-Rudi, Konstanz 1901
- Unseres Lieblings ABC-Buch, Konstanz 1901
- Der Weihnachts-Engel, Konstanz 1901
- Das Wunderkästchen, Konstanz 1901
- Blümlein am Wege. Wer bin ich?, Konstanz 1902
- Glückshort und Segenshand, Konstanz 1902
- Hans Ungemach, Konstanz 1902
- In Wald und Feld, Duisburg 1902
- Lischens Geburtstag, Konstanz 1902
- Das Muttersöhnchen. Die Königin des Feldes, Konstanz 1902
- Die Nachbarskinder. Der Silberthaler, Konstanz 1902
- Perlen und Edelsteine, Duisburg 1902
- Frohe Weihnacht, Konstanz 1903
- In Gottes Hut, Stuttgart 1903
- Der Kleinen Zeitvertreib, Konstanz 1903
- Treue Freunde, Konstanz 1903
- Unter dem Weihnachtsbaum, Konstanz 1903
- Das Weihnachtsbuch, Konstanz 1903
- Der Weihnachtsmann, Konstanz 1903
- Gotteswunder, Konstanz 1904
- In der Schule des Lebens, Konstanz 1904
- Schatzkästlein der schönsten Märchen aus 1001 Nacht, Stuttgart 1904
- Heino, Reutlingen 1905
- Im Schwalbennest, Reutlingen 1905
- Meister Florians Farbkasten, Dedo, Reutlingen 1905
- Onkel Rainers erste Reise und andere Erzählungen für die Jugend, Reutlingen 1905
- Christrosen, Basel 1906
- Im Grafenschloß, Reutlingen 1906
- Märchenquell, Reutlingen 1906
- Waschchristl, Konstanz 1906
- Weihnachtszauber, Reutlingen 1906
- Am Nesseltor, Reutlingen 1907
- Aus fröhlicher Jugendzeit, Reutlingen 1907
- Mamsell Sausewind, Berlin 1907
- Der Störenfried, Reutlingen 1907
- Lebensart, Reutlingen 1908
- Zahn um Zahn, Leipzig 1908
- In der Talmühle, Reutlingen 1909
- Licht und Schatten, Reutlingen 1909
- Um totes Recht, Konstanz 1909
- Ein Gotteskind. Feurige Kohlen, Konstanz 1911
- Luginsland und andere Erzählungen, Reutlingen 1911
- Aus Nacht zum Licht!, Konstanz 1912
- Im Kornkasten, Lengerich 1912
- Unser Mamsellchen und zwei andere Erzählungen, Reutlingen 1912
- Im Bärenschlößchen und andere Erzählungen, Reutlingen 1913
- Ein Weihnachtswunder, Konstanz 1913
- Das alte Lied und andere Erzählungen, Reutlingen 1914
- Sieghardus, der Hauptmann am Kreuz, Konstanz 1914
- Hinaus in die Welt!, Reutlingen 1915
- Auf stiller Wacht, Konstanz 1916
- Mit Herz und Hand, Konstanz 1916
- Aufführungen für Weihnachten, Neujahr und Frühjahrsfeste, Ravensburg 1922
- Aufführungen für Hochzeit und Polterabend, auch Silber- und Goldhochzeiten, Ravensburg 1923
- Joseph und seine Brüder, Stuttgart 1925

## Herausgeberschaft
- Großmama erzähle uns doch schöne Geschichten & Märchen!, Stuttgart 1895
- Joachim Heinrich Campe: Robinson, Konstanz 1911

## Übersetzungen
- Philip Glendower Peabody: Bericht über Treiben und Ausdehnung der Vivisektion in verschiedenen Ländern, Reutlingen 1896